# Jorge Morreu
Jorge Morreu é o disco de estreia da banda portuguesa de rock UHF. Editado em outubro de 1979 no formato extended play (EP) pela Metro-Som, o disco foi produzido por Branco de Oliveira e misturado por Moreno Pinto nos estúdios AT (Arnaldo Trindade) em Lisboa.
Com o lançamento deste trabalho os UHF quebraram o status quo do uso dominante da língua inglesa nas canções de rock. Protagonizaram o primeiro impulso para a criação do movimento de renovação musical que se designaria de 'rock português' no ano seguinte, em 1980, de que são os fundadores. Antes de entrarem no estúdio de gravação os rapazes de Almada, classificados de 'banda ao vivo', consolidaram a sua reputação nos múltiplos concertos realizados, primeiro na Grande Lisboa e depois ao longo do país. Com a edição de Jorge Morreu tornaram-se na primeira banda portuguesa de rock a encetar uma digressão nacional completa e a percorrer o pais de norte a sul, fora dos bailaricos tradicionais.
Com a curta passagem no panorama musical dos Aqui d’el-Rock, Minas & Armadilhas e dos Faíscas (depois Corpo Diplomático), foram os UHF que passaram a dirigir o motor do rock cantado em português  de uma forma sustentada no final da década de setenta. Foram rotulados pela imprensa de 'Locomotiva de Almada' e o novo estilo de fazer rock em Portugal impulsionou o aparecimento de inúmeras bandas. No início da década de 1980, Xutos & Pontapés, GNR, IODO, Heróis do Mar, Street Kids, António Variações, entre outros, foram lançados na primeira parte dos concertos dos UHF.
Sob influência da sonoridade punk rock da época, as canções foram gravadas com combinação de guitarras elétricas, baixo e bateria, em quarteto musical. Temas simples, curtos e diretos notório em "Caçada", progredindo para o pós punk em "Jorge Morreu", para depois incluir no tema "Aquela Maria" a balada rock.

## Antecedentes e desenvolvimento
Constituídos em 1978 por António Manuel Ribeiro (vocal e guitarra), Renato Gomes (guitarra), Carlos Peres (baixo) e Américo Manuel (bateria), os UHF foram pioneiros em abordar temas reais da vida das pessoas através do rock cantado em português. Os primeiros a saciar uma imensa sede de rock na nova realidade social e política. O rock do pós “25 de Abril” era visto pelos jovens como um movimento de contra cultura, sinónimo de liberdade, uma fuga aos princípios ditatoriais do regime salazarista, uma linguagem musical sem ligação ao passado. Influenciados pelo movimento e cultura punk que surgia em Inglaterra e nos Estados Unidos, os UHF mostraram que era possível, também em Portugal, fazer música de rua utilizando apenas duas guitarras, uma bateria e um microfone, como referiu o vocalista da banda à revista Bliz:
Era até frustrante olhar para um palco, na primeira metade dos anos 70, e ver as montanhas de equipamento a que nunca poderíamos ter acesso (...) E o punk veio trazer uma lufada de ar fresco, garantir que nada daquilo era preciso.
 Realizaram o primeiro concerto no início do mês de novembro de 1978 no Bar É, em Lisboa, fazendo a primeira parte dos Faíscas, e convidaram Vitor Macaco para ocupar a voz principal, mas este esteve pouco tempo na banda. António Manuel Ribeiro, que desempenhava a função de segundo guitarrista e coros, viria a assumir o papel de vocalista principal no segundo concerto realizado duas semanas depois, a 18 de novembro, na discoteca Brow's em Lisboa na primeira parte dos Aqui d’el-Rock. Esta é a data oficial de aniversário considerada pelos UHF porque foi o primeiro concerto com António M. Ribeiro na voz principal. A linguagem escrita do rock em português, direta e espontânea, chegava pela primeira vez a todos os lugares de Portugal. Os UHF falavam de nós, faziam uma radiografia real da vida de muitos jovens urbanos abordando temas sensíveis da sociedade como a marginalidade, drogas duras, prostituição, fluxos imigratórios ou o trabalho árduo nos estaleiros da Lisnave.

No dia 3 de junho de 1979 fizeram a estreia em grandes eventos. Participaram no "Festival Antinuclear–Pelo Sol" no Parque Eduardo VII, em Lisboa, juntamente com Rão Kyao, Pedro Barroso, Vitorino, Fausto, Trovante, Minas & Armadilhas, entre outros, naquele que foi o 11º espetáculo da banda. O repertório desse concerto continha os temas: "Tempo Quente", "Os Putos Vieram Divertir-se", "Geraldine", "Voo 004/17 Venezuela", "Jorge Morreu", "Caçada" e "Aquela Maria".

" Tínhamos saído do fascismo, entrámos na liberdade e não nos revíamos na música da altura."

– António M. Ribeiro recorda o panorama musical em 1978.
 Os UHF gravavam as suas maquetas em estúdios profissionais e percorriam o país inteiro a divulgarem o rock cantado em português. Era a banda nacional escolhida pelos grandes empresários do espetáculo para fazer a primeira parte dos concertos de bandas de renome internacional, caso dos Dr. Feelgood, com dois concertos consecutivos a 18 e 19 de setembro de 1979 no Dramático de Cascais, e do rei da new wave, Elvis Costello com os Attractions, nos dias 15 no Porto e 17 e 18 de dezembro no Pavilhão de Os Belenenses. Com a experiência adquirida na estrada foram convidados na primavera de 1979 para gravarem três temas na editora independente Metro-Som, sem qualquer contrato assinado. Lançaram em outubro o extended play Jorge Morreu que obteve aprovação do radialista António Sérgio, confessando-se entusiasta do som underground dos UHF. Seguiu-se uma digressão por todo o país, a primeira a nível nacional feita por uma banda de rock. No entanto, o disco não obteve sucesso comercial pois a Metro-Som, sem departamento de marketing, não investia na divulgação e promoção das suas bandas na rádio e imprensa. Descontente com a situação, o líder da banda contactou em 1979 a multinacional PolyGram, mas o rumo dessa editora na altura não passava pelo rock nacional. Apesar do fraco volume de vendas do disco de estreia, os UHF adquiriram junto da imprensa o estatuto de “banda ao vivo”, mas passavam despercebidos aos responsáveis das grandes editoras pois estes não saíam dos escritórios para ver ao vivo o que se passava nos palcos. A sua reputação era reconhecida em todo o país, como lembra o vocalista: "De repente todos queriam ser como nós, a Locomotiva de Almada", referindo-se à importância do rock cantado em português como um novo estilo musical e que viria a catalisar o aparecimento de novas bandas.

## Letras e temas
O tema de intervenção "Jorge Morreu" é a primeira abordagem às drogas duras do rock português, dos negócios envolventes e da morte prematura. A letra é dedicada a um amigo do baixista Carlos Peres que faleceu no Algarve em circunstâncias trágicas e nunca esclarecidas, depois se ter envolvido na toxicodependência. Uma história real, apenas foi alterado o nome da personagem.

Ele andava por aí

como tu e eu andamos,

 Queimando um cigarro

queimando os nervos.

Nevoeiro no cérebro

num bailado de fantasmas,

Entre o frio e o zelo

e a importância dos notáveis.

Jorge Morreu.

Ele tinha a tua cara

ele tinha a minha cara,

Ele era ninguém

que a vida desafiava.

Jorge um dia passou

à frente da ventania,

Entoando o refrão

e uma velha melodia.

Jorge Morreu.

Jorge

Onde estás?

Quem te matou?

Deixou a cidade

subiu à montanha,

Entrando na paisagem

onde um homem se amanha.

Jorge parou

os ponteiros da vida,

Mergulhando os olhos

no mar de água fria.

—António Manuel Ribeiro
 Os UHF alinhavam por um rock cru que ousava cantar uma realidade que os outros não queriam ver. Almada era um dos maiores focos de utilização de drogas duras em Portugal e que contagiava toda a periferia, como recordou António Manuel Ribeiro: "Uma canção sobre droga dura e um gajo que morreu por causa dela. A cintura industrial e as drogas duras eram uma realidade que existia, mas para a qual ninguém estava a olhar na altura." Os UHF uniam a violenta explosão do punk à vontade de contar histórias, notado no tema "Caçada", que relata a violência de Estado numa manifestação de operários que acabou com uma brutal carga policial junto aos estaleiros da Lisnave em Almada, referido no trecho da canção: "Nuvens cinzentas de humanóides/ Correndo de armas apontadas/ Dando tiros nas costas/ Das presas desarmadas (...) Sangue no alcatrão/ Olhos pisados de espanto/ E a morte distribuída em nome do Estado". A sonoridade punk rock combina com a descrição do acontecimento: "Eu vivia numa cidade chamada Almada e não podia ser indiferente a esse contexto", nas palavras sentidas do líder da banda. Por fim, "Aquela Maria", com uma letra mordaz – "O quadro é vulgar/ Mas se ninguém pagar/ O preço baixará/ Por que a vida continua" – é uma canção que aborda o tema polémico e sempre escondido da prostituição em Portugal.

## Relançamento
Sem contrato assinado, os UHF afastaram-se da Metro-Som e celebraram em junho de 1980 um compromisso de cinco anos com a grande editora EMI–Valentim de Carvalho, que apostava fortemente na promoção e divulgação do seu catálogo.

Capa do relançamento em 1980

  A banda atingiu rapidamente o primeiro lugar do top nacional de vendas com o single "Cavalos de Corrida" e como resposta a Metro-Som reeditou, também em 1980, o extended play Jorge Morreu com nova imagem na capa do disco. Na altura do relançamento os UHF já palmilhavam o país de norte a sul com uma agenda carregada de espetáculos. Conseguiram nesse ano realizar 81 concertos, incluindo a primeira parte dos três concertos dos Ramones nos dias 22 no Porto, e 23 e 24 de setembro no Pavilhão Dramático de Cascais. Américo Manuel já não ocupava a bateria, cedendo o seu lugar a Zé Carvalho.
No dia 1 de junho de 2019 foi reeditado, no formato vinil, uma nova gravação dos temas de Jorge Morreu, comemorativo dos 40  anos do lançamento do disco de estreia da banda. A edição mantém a mesma imagem da capa e os temas foram regravados em janeiro de 2019, com a particularidade de manterem a mesma acústica da gravação original. O lançamento foi realizado no mesmo dia da inauguração da exposição "UHF Pela Estrada do Rock", no Museu da Cidade de Almada, comemorativa dos 40 anos da banda, que se prolongou até 28 de setembro de 2019 e que integrou testemunhos audiovisuais, cartazes e documentação, discografia, instrumentos e muitas outras peças que contam a história da banda de Almada.

## Lista de faixas
O extended play (EP) é composto por três faixas em versão padrão. António Manuel Ribeiro é compositor em todas elas.
| Lado A |                |                    |         |  |
| N.º    | Título         | Compositor(es)     | Duração |  |
| 1.     | "Jorge Morreu" | António M. Ribeiro | 4:13    |  |
| 2.     | "Caçada"       | António M. Ribeiro | 1:34    |  |

| Lado B         |                |                    |         |  |
| N.º            | Título         | Compositor(es)     | Duração |  |
| 1.             | "Aquela Maria" | António M. Ribeiro | 5:03    |  |
| Duração total: | Duração total: | Duração total:     | 10:50   |  |

## Desempenho comercial
Jorge Morreu foi um fracasso comercial por não existir departamento de promoção e marketing na editora Metro-Som.

## Créditos
Lista-se abaixo os profissionais envolvidos na elaboração de Jorge Morreu, de acordo com o encarte do extended play.
| Músicos - António Manuel Ribeiro: vocal e guitarra - Renato Gomes: guitarra elétrica - Carlos Peres: baixo e vocal de apoio - Américo Manuel: bateria | Produção - Branco de Oliveira: produtor - Moreno Pinto: engenheiro de som e mistura - Jorge Jacinto: fotografia |

## Participação em compilações
As canções do extended play Jorge Morreu estão incluídas nas seguintes compilações de vários artistas:
- Rock - Disco Sound (Metro-Som, 1980)[carece de fontes?]
- Hello Rock: Portugal-1 (Metro-Som, 1981)[carece de fontes?]
- Trip Fixe (Get Baque Records, ano desconhecido)[carece de fontes?]
- Grande Geração do Rock (Metro-Som, 1997)[carece de fontes?]
- Killed by Death - Vol.40 (Redrum Records, 1998)[26]
- O Melhor da Música Portuguesa Vol.08 - Os Anos 70 (EMI, 2007)  [27]